# Operazione Aintree
L'Operazione Aintree fu un'operazione militare Alleata sul fronte occidentale della seconda guerra mondiale, avvenuta dal 30 settembre al 18 ottobre 1944. L'operazione prevedeva che le forze angloamericane liberassero il paesino di Overloon, la vicina cittadina di Venray e catturassero Venlo e la testa di ponte tedesca a ovest della Mosa; ciò avrebbe reso sicura la regione tra Eindhoven e Nimega, ottenuta durante l'Operazione Market Garden.
Nei pressi di Overloon sono avvenuti, probabilmente, gli scontri più sanguinosi dei Paesi Bassi durante questo conflitto, oltre ad essere la più grande battaglia tra carri armati avvenuta in Olanda. L'Operazione Aintree viene solitamente chiamata battaglia di Overloon, dal nome del villaggio dove sono avvenuti i principali scontri armati di tutta l'operazione Alleata.

## Situazione strategica
Nel settembre 1944, gli Alleati avevano lanciato l'Operazione Market Garden dal confine tra Belgio e Paesi Bassi, attraverso la regione meridionale di quest'ultimo, passando per Eindhoven e Nimega, diretti verso il ponte sul fiume Reno ad Arnhem; l'obiettivo dell'operazione era attraversare il fiume e aggirare la parte settentrionale della Linea Sigfrido, la linea difensiva tedesca, in preparazione dell'ultima avanzata decisiva in territorio tedesco. Tuttavia, le forze aviotrasportate alleate furono sconfitte nei pressi di Arnhem e non poterono occupare il ponte sul Reno, con l'avanzata via terra che si fermò presso il fiume Nederrijn, il ramo olandese del Reno, occupando così una stretta regione che correva dal Belgio settentrionale attraverso i Paesi Bassi sudorientali. I tedeschi decisero di attaccare questa striscia di terra dalle teste di ponte a ovest della Mosa, vicino alla cittadina di Venlo.
Le teste di ponte tedesche erano state stabilite dalle forze tedesche in ritirata, rinforzate da truppe che attraversarono la Mosa a Venlo, direttamente dalla Germania. L'estremo occidentale di questa testa di ponte passava attraverso le paludi della regione di Peel, dov'erano presenti diversi canali a rallentare l'avanzata alleata. Per rafforzare lo stretto corridoio conquistato, la 2ª Armata britannica del generale sir Miles Dempsey, del 21º Gruppo d'Armate del generale sir Bernard Montgomery, doveva eliminare questa testa di ponte tedesca, ma per lanciare l'attacco da nord doveva prima catturare le cittadine di Overloon e Venray, sulla strada per Venlo.
Queste due erano inizialmente difese da elementi della 1. Fallschirmarmee del generale Kurt Student, inquadrati nel Kampfgruppe "Walther" e parte dell'Heeresgruppe B del generale Walter Model. L'obiettivo complessivo Alleato era quindi di rendere sicura l'area tra Eindhoven e Nimega durante Market Garden e distruggere la testa di ponte tedesca a ovest della Mosa, per preparare l'invasione della Renania.

## Battaglia

### 7ª Divisione Corazzata
Il 30 settembre, con il clima inadatto al supporto aereo, la 7ª Divisione Corazzata attaccò in direzione di Venlo, il primo obiettivo previsto. Le unità americane, ben presto, si trovarono di fronte le difese tedesche e dovettero affrontare sia i loro colpi che le mine piazzate dai tedeschi. Questi ultimi attaccarono sia i corazzati che la fanteria americana con mitragliatrici, mortai e pezzi d'artiglieria e lanciarazzi Nebelwerfer. L'attacco durò appena mezzora, poi gli americani dovettero ritirarsi lasciando sul campo quattordici carri M4 Sherman distrutti.
Il giorno dopo, i tedeschi contrattaccarono in un sanguinoso scontro a cui gli americani resistettero; fu loro chiaro che gli avversari non erano truppe inesperte ma soldati determinati a non farli entrare in Germania. Dal 2 ottobre, gli americani guadagnarono poco a poco terreno, solo dopo aver cambiato tattica, che ora prevedeva sia il supporto aereo che quello dell'11ª Divisione Corazzata britannica. I primi centri abitati catturati furono Vortum e Mullem, a nord-est di Overloon, presi dal Combat Command B della 7ª Divisione. Overloon stesso fu preso ma dovette essere abbandonata poco dopo a causa di un contrattacco tedesco, il cui scontro che seguì fu combattuto anche con pistole, coltelli, baionette e strumenti da trincea. Nei giorni che seguirono, la linea del fronte non cambiò molto poiché ad ogni attacco americano seguiva un contrattacco tedesco; il 4 ottobre, in particolare, si toccò l'apice degli scontri, con ben sette contrattacchi tedeschi.
La 7ª Divisione Corazzata decise nuovamente di cambiare tattica. Il Combat Command B venne tolto dal fronte e sostituito dal Combat Command Reserve, l'unità di riserva della divisione, e gli americani tentarono ora di prendere Overloon da est. Il Combat Command Reserve avanzò 1 500 metri finché, vicino al castello De Hattert, a ovest della ferrovia e di Vielingsbreek, fu attaccato. In pochi minuti, tredici dei diciotto carri Sherman furono colpiti dai cannoni Flak da 88 mm della Luftwaffe. I cacciabombardieri statunitensi attaccarono il castello ma l'attacco ormai si era fermato. Per tre giorni consecutivi, gli americani colpirono il fronte tedesco ma ogni volta senza successo. Infine la 7ª Divisione fu ritirata dal fronte dopo che 35 carri Sherman, un carro leggero e 43 altri veicoli erano stati distrutti mentre 452 soldati risultavano morti, feriti o dispersi. Il Kampfgruppe "Walther" avevano invece perso il 20% dei carri Panzer V Panther e un quarto della sua fanteria.

### Operazione Aintree
Il XXX Corpo d'Armata britannico si trovava sulla linea del fronte già dal 7 ottobre ed era pronto per un nuovo attacco. La 3ª Divisione di Fanteria venne messa in prima linea e rinforzata con la 6ª Brigata Corazzata, con sei reggimenti d'artiglieria, quattro compagnie di genieri e due squadroni di carri anti-mine. Il 10 ottobre, il piano di battaglia era pronto e l'attacco sarebbe cominciato il giorno seguente ma venne posticipato, a causa del maltempo, al 12 ottobre 1944. Nel frattempo anche i tedeschi ebbero il tempo di far affluire truppe fresche.
Il 12 ottobre, il bombardamento d'artiglieria su Overloon e dintorni iniziò alle ore 11:00. L'artiglieria media e pesante, in tutto 92 pezzi, aprirono il fuoco e, dopo mezzora, altri 216 cannoni da campo da 25 libbre si unirono al bombardamento. Alle ore 12:00, ebbe inizio il fuoco di copertura per l'attacco della fanteria britannica; ogni cinque minuti lo sbarramento si spostava di 100 m più avanti, mentre tre battaglioni avanzavano, uno a ovest di Overloon, uno diretto sul villaggio e un altro a est. Nonostante l'intensità del bombardamento, con 100 000 colpi sparati sulle postazioni tedesche, non tutti i campi minati furono ripuliti. Tra i boschi vicini, i tiratori scelti tedeschi si erano legati agli alberi in modo che, anche se feriti, non sarebbero caduti dall'albero ma avrebbero potuto continuare a combattere.
Mitragliatrici, fucili, colpi di mortaio e lanciarazzi fecero pagare un pesante pedaggio alla fanteria britannica. Le mine anticarro Riegel esplosero sotto le piastre dei carri armati e quelle antiuomo strapparono gli arti ai soldati. Non vi furono molti prigionieri e quando le munizioni iniziarono a finire si cominciò a lottare corpo a corpo, mentre molti carri armati Churchill si impantanarono nel fango.
Overloon venne infine conquistata il 14 ottobre. I bombardieri sganciarono bombe al fosforo bianco per obbligare le ultime sacche di resistenza tedesca nella chiesa ad arrendersi. Tuttavia, i tedeschi si rifiutarono e continuarono a combattere fino all'ultimo uomo, dopodiché Overloon fu dichiarato libero, nonostante fosse stato completamente distrutto.

#### Distruzione della testa di ponte tedesca
Fu necessario attendere fino al 19 ottobre prima che Venray venisse liberata, poi l'avanzata venne fermata poiché le truppe erano richieste altrove. Venray era stata pesantemente danneggiata e centinaia di civili erano rimasti uccisi, a causa dei bombardamenti aerei e dell'artiglieria di entrambi gli schieramenti, oltre ai veri e propri combattimenti. Il campanile, che era servito ai tedeschi come punto d'osservazione per l'artiglieria durante l'attraversamento alleato di Loobeek, venne demolito poi dai tedeschi stessi assieme alle strutture più alte della cittadina. Centinaia di soldati britannici persero la vita o gli arti attraversando il Loobeek, il 16 ottobre.
Tuttavia, l'operazione non era ancora conclusa, dato che Venlo era ancora in mani tedesche. Un ennesimo contrattacco tedesco tra il 27 e il 29 ottobre, vicino Meijel, ancora una volta rovinò i piani Alleati. Il contrattacco venne respinto, dando comunque prova del pericolo causato dalla testa di ponte tedesca a ovest della Mosa. I britannici attaccarono nuovamente il 14 novembre e i tedeschi, nonostante si fossero difesi con tenacia, furono schiacciati in una piccola testa di ponte a Blerick, sobborgo ovest di Venlo. Il 3 dicembre, alle ore 16:00, Blerick venne infine conquistato.

## Conclusione

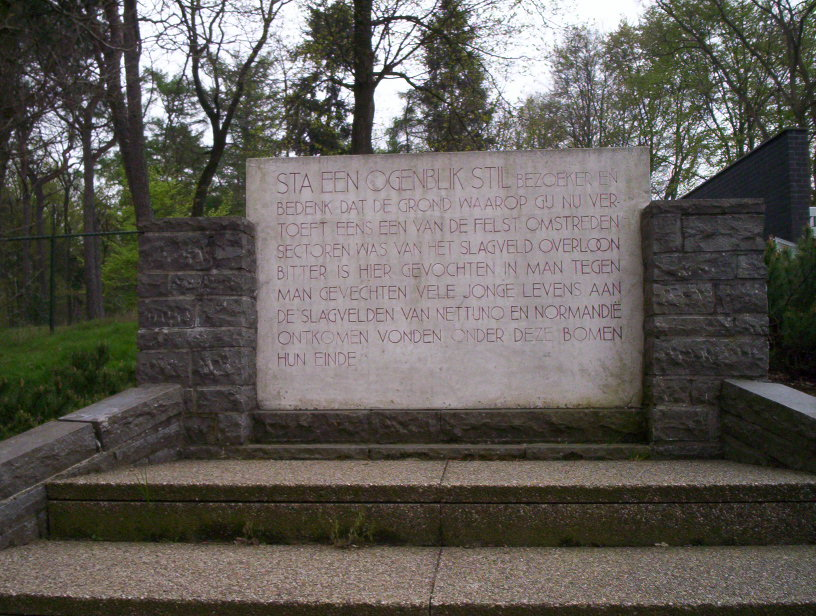
Memoriale alla battaglia di Overloon che recita: PRENDITI UN MOMENTO DI PAUSA, visitatore, e considera che il luogo in cui sei un tempo fu uno dei più feroci e contestati settori della battaglia di Overloon. Aspri scontri corpo-a-corpo avvennero qui. Molte giovani vite, dopo essere sopravvissute a ai campi di battaglia di Nettuno e della Normandia, trovarono la fine sotto questi alberi.

Ad Overloon e nei suoi dintorni, circa 2 500 soldati morirono, rendendo questa battaglia la più sanguinosa combattuta nei Paesi Bassi nella seconda guerra mondiale. Fu inoltre l'unica vera e propria battaglia tra carri armati nella storia avvenuta su suolo olandese, sicuramente lo scontro corazzato con il maggior numero di carri armati distrutti nei Paesi Bassi, la maggior parte dei quali britannici. Le perdite Alleate furono 1 878 uomini e 40 veicoli corazzati, oltre a tre aerei, mentre i tedeschi persero solo circa 600 uomini e un numero imprecisato di veicoli corazzati.
Nonostante fossero state conquistate sia Overloon che Venray, l'avanzata Alleata verso Venlo fu posticipata, in parte a causa del numero di vittime e in parte perché le truppe erano richieste nella conquista di altri obiettivi essenziali, come l'estuario del fiume Schelda, necessario per rendere agibile il porto di Anversa. L'offensiva su Venlo, infine, riprese e, per l'inizio di dicembre del 1944, la testa di ponte tedesca a ovest della Mosa fu distrutta, anche se Venlo rimase in mani tedesche fino al marzo 1945, essendo situata sull'altra sponda del fiume.

### Perdite
La maggior parte delle stime relative alla 7ª Divisione Corazzata riportano 220 morti e 232 feriti o dispersi, per un totale di 452 vittime. Parte dei morti erano a bordo dei 35 carri, principalmente M4 Sherman, e dei 43 autoblindi distrutti. Anche due aeroplani furono abbattuti, di cui uno era un P-47D Thunderbolt schiantatosi su Overloon il 2 ottobre. I britannici subirono invece 1 426 vittime, tra cui 753 morti o dispersi. Della 3ª Divisione di Fanteria morirono in 400 mentre della 11ª Divisione Corazzati in 273. Circa 20 carri un aereo britannico furono distrutti.
Le perdite tedesche si stima si aggirino attorno alle 600 vittime. Centinaia furono i prigionieri; solo il 12 ottobre, il primo giorno dell'assalto britannico, 147 tedeschi furono fatti prigionieri. Il 31 ottobre, alla 107ª Brigata Panzer erano rimasti 8 Panzer IV e 11 Panther su 19 iniziali. Il battaglione di paracadutisti di Student, tra il 2 e il 14 ottobre, perse 402 uomini, di cui 81 morti, 80 feriti e 241 dispersi; di questi ultimi, 102 erano stati fatti prigionieri il 12 ottobre.